# لارس أندرياس هاوغ
لارس أندرياس هاوغ (بالنرويجية البوكمول: Lars Andreas Haug)‏ هو ملحن وعازف جاز نرويجي، ولد في 12 أبريل 1975 في Frogner, Akershus ‏ في النرويج.

## وصلات خارجية
- الموقع الرسمي
- لارس أندرياس هاوغ على موقع ميوزك برينز (الإنجليزية)
- لارس أندرياس هاوغ على موقع ديسكوغز (الإنجليزية)